# Comuna Poleanețke, Savran
Poleanețke (în ucraineană Полянецьке) este o comună în raionul Savran, regiunea Odesa, Ucraina, formată din satele Hlîbociok, Kvitka, Ostrivka și Poleanețke (reședința).

## Demografie
Componența lingvistică a comunei Poleanețke
     Ucraineană (95,31%)
     Română (1,89%)
     Rusă (1,43%)
     Alte limbi (0,05%)
Conform recensământului din 2001, majoritatea populației comunei Poleanețke era vorbitoare de ucraineană (95,31%), existând în minoritate și vorbitori de română (1,89%) și rusă (1,43%).